# Altotonga
Altotonga è una municipalità dello stato di Veracruz, nel Messico centrale, il cui capoluogo è la località omonima.
Conta 	65.548 abitanti (2015) e ha una estensione di 328,66 km². 	 		
Il significato del nome della località in lingua nahuatl è luogo delle acque calde.